# Domingo Rivarola
Domingo Marcial Rivarola Cañete (Tobatí, agosto de 1931-31 de enero de 2025) fue un filósofo, catedrático universitario, investigador y autor paraguayo. Reconocido por su trabajo académico en filosofía y sociología, fue fundador del Centro Paraguayo de Estudios Sociológicos y primer director de la Facultad Latinoamericana de Ciencias Sociales en Paraguay.

## Biografía
Nació en agosto de 1931 en la ciudad de Tobatí, Departamento de Cordillera, Paraguay. Fue padre de Mirtha y Magdalena Rivarola, esta última siguió su legado profesional y se desempeña como directora de la Flacso en Paraguay. Se licenció en filosofía en la Universidad Nacional de Asunción y obtuvo el título de doctor en filosofía (PhD) por la Universidad Católica de Asunción en 1998.
En 1964, fundó el Centro Paraguayo de Estudios Sociológicos, una publicación científica enfocada en proporcionar un análisis profundo posguerra de la realidad socioeconómica, cultural y política del Paraguay y de América Latina, donde también desempeñó el cargo de presidente.
Rivarola fue uno de los fundadores e integrantes del Consejo Asesor de la Reforma Educativa y director de la Revista Paraguaya de Sociología.
Fue profesor titular en el área de sociología en la Facultad de Arquitectura de la Universidad Nacional de Asunción desde 1970 hasta sus últimos años, además de ser el primer director de la Flacso en Paraguay.
Fue miembro activo del Consejo Latinoamericano de Ciencias Sociales (Clacso), de la Asociación Latinoamericana de Sociología, la Sociedad Latinoamericana de Planificación (SIAP), del Programa de Estudios Conjuntos de Integración Económica Latinoamericana y de la Comisión Regional para la Educación Superior, la Investigación y el Conocimiento, de la Unesco.

## Publicaciones
En 1987, la Editorial Alcándara publicó un libro de poemas titulado Fragmentos de Rivarola, y en 1995, su segundo poemario Cautiverios.
Rivarola también publicó y editó numerosos estudios en diversos campos de las ciencias sociales. Entre sus obras: Educación (1998), Economía campesina (1997), Inequidad y política social (1998), La educación superior universitaria en Paraguay (2003), Política social (2005), Historia del pensamiento paraguayo (2010) y Filosofía paraguaya contemporánea (2010).
En el año 2000, publicó el libro Nueva Educación y Democracia: ¿Realidad o Utopía?, bajo la editorial Fundación Rufina Ferraro y, en 2016, lanza Una sociedad conservadora ante los desafíos la modernidad, bajo la editorial de la Facultad Latinoamericana de Ciencias Sociales.

## Honores
Rivarola fue distinguido como Ciudadano Ilustre de la ciudad de Asunción en 2010, y recibió una distinción de la Cámara de Diputados de Paraguay en 2012. En 2015, fue galardonado con el título de doctorado honoris causa, en reconocimiento a sus significativos aportes a las ciencias sociales en América Latina, durante el Congreso Latinoamericano y Caribeño de Ciencias Sociales realizado en Quito, Ecuador. En junio de 2022, recibió el Premio Latinoamericano y Caribeño de Ciencias Sociales por el Consejo Latinoamericano de Ciencias Sociales.